# 中原俊三郎
中原 俊三郎（なかはら しゅんさぶろう、1961年 - ）は、大阪府生まれの日本のデザイナー。武蔵野美術大学造形学部工芸工業デザイン学科教授。日本インダストリアルデザイン協会（JIDA）理事を務める。
ライフスタイルとデザイン研究、社会課題研究（子どもと高齢者の事故予防の研究）を研究テーマとする。

## 来歴
日立製作所デザイン研究所、本社宣伝部を経て、1990年にサブロウデザインを設立した。
2003年から2005年にかけて、毎日新聞の夕刊に「ものデザイン事情」を連載した。
2017年に、アント フィナンシャル「第5回 2017 CREANT 国際デザインフォーラム」のコンペ審査委員を務める。
日本インダストリアルデザイン協会（JIDA）の社会課題研究委員会では2021年から委員長、2023年から理事をそれぞれ務める。

## 主なコンペ入選歴
- 1991年 - 日本経済新聞社主催「国際デザイン・ザ・フューチャーコンペティション」優秀賞
- 2000年 - 小糸工業・三菱商事主催「長距離旅客機シートデザインコンペティション」優秀賞

## 共著
- 2002年04月01日

『ドローイング・モデリング』大型本 武蔵野美術大学出版局 2002年4月 ISBN 978-4-901631-29-7